# Apple.B
Apple.B（韓語：애플비），是韓國GH Entertainment於2017年推出的五人女子音乐组合，2018年解散，解散前成員包括YuRim、Sandy、YuJi、HaEun及HyunMin。

## 團體資料

### 團名寓意
團名Apple.B是從人們熟悉且親切的「蘋果（APPLE）」多樣形象存在一樣，她們也想向觀眾們展示各種不同的面貌。

## 成員資料
| 已離開成員列表 |      |          |                    |                    |                     |                       |                            |
| 藝名           | 藝名 | 藝名     | 本名               | 本名               | 本名                | 出生日期/出生地       | 隊內擔當                   |
| 漢字           | 諺文 | 羅馬拼音 | 漢字               | 諺文               | 羅馬拼音            | 出生日期/出生地       | 隊內擔當                   |
| 俞林           | 유림 | Yu Rim   | 朴俞林             | 박유림             | Park Yu Rim         | 1998年4月13日 ·       | 領舞、副唱、門面           |
| Sandy          | 샌디 | Sandy    | 徐敏瓊             | 서민경             | Seo Min Kyung       | 1998年5月3日 · 加拿大 | 主Rapper                   |
| Sandy          | 샌디 | Sandy    | 珊德拉•維多利亞•徐 | 산드라 빅토리아 서 | Sandra Victoria Seo | 1998年5月3日 · 加拿大 | 主Rapper                   |
| 有知           | 유지 | You Ji   | 孫有知             | 손유지             | Son You Ji          | 1998年11月25日 ·      | 隊長、領舞、副唱、副Rapper |
| 夏恩           | 하은 | Ha Eun   | 尹夏恩             | 윤하은             | Yoon Ha Eun         | 1999年3月12日 ·       | 主領舞、領唱               |
| 顯慜           | 현민 | Hyun Min | 朴顯慜             | 박현민             | Park Hyun Min       | 2001年10月14日 ·      | 主唱、忙內                 |

## 活動經歷

### 出道前
- 2012年11月18日，Youji以YouU組合出演《K-pop Star 2》，最終排名為第8名[7]，後來與DSP Media簽約成為旗下練習生[8][9]。
- 2014年5月20日，Youji以DSP Media練習生身份參與女團Kara的新成員徵選節目《Baby Kara》[10][11]，可惜最終落選，之後離開DSP Media[12][13]。

### 2017年
7月31日，GH Entertainment依序公布團員個人預告後，釋出出道曲《우쭈쭈》預告片。
8月1日，發行首張出道單曲《우쭈쭈》，正式出道。
8月23日，Apple.B宿舍因空調起火引起火災，所幸無人受傷。
10月28日，Sandy、Youji、Haeun以Apple.B團員身分出演KBS《The Unit》，只有Sandy與Youji入選成為參賽者。最終，Sandy排名56名，Youji排名第58名，未能透過節目出道。

### 2018年
Apple.B正式解散。

### 解散後成員發展
2019年5月21日，Yurim、Youji、Haeun三人組成3YE重新出發，以單曲《DMT》正式出道。

## 音樂作品

### 單曲
|     | 內容                                             | 曲目                            |
| 1st | 《우쭈쭈》 - 發行日期：2017年8月1日 - 語言：韓語 | 曲目 1. 우쭈쭈 2. 우쭈쭈(Inst.) |

### 音樂錄影帶
| 年份 | 日期   | 歌曲名稱                     | 備註 |
| 2017 | 8月1日 | 우쭈쭈（页面存档备份，存于） |      |

## 音樂現場
| 2017年      | 2017年        | 2017年                                    |
| 節目名稱    | 電視台        | 日期                                      |
| ----------- | ------------- | ----------------------------------------- |
| 우쭈쭈      |               |                                           |
| THE SHOW    | SBS MTV       | 8月1日、8月8日、9月19日                   |
| MBC Music   | Show Champion | 8月2日、8月16日、8月30日、9月6日、9月27日 |
| M Countdown | Mnet          | 9月28日                                   |
| Music Bank  | KBS2          | 8月4日、9月15日、9月22日、9月29日         |
| Arirang     | Simply kpop   | 9月15日、9月22日、9月29日、10月13日       |

## 主要音樂節目榜單排名
| 主打歌曲排名成績                                                                                                   |                                       |                       |                     |                        |                  |                             |                      |      |
| 專輯 | 歌曲                                  | Mnet 《M! Countdown》 | KBS2 《Music Bank》 | MBC 《Show! 音樂中心》 | SBS 《人氣歌謠》 | MBC Music 《Show Champion》 | SBS MTV 《THE SHOW》 | 備註 |
| 2017年 |                                       |                       |                     |                        |                  |                             |                      |      |
| 無專輯單曲 | 우쭈쭈                                | 23                    | *                   | *                      | *                | *                           | *                    | 出道 |
| \| - 「/」表示未有相關資料 - 「(1)」：兩星期冠軍 - 「[1]」：三星期冠軍 \| - 「{1}」：四星期冠軍 - 「*」：打榜中 \| |                                       |                       |                     |                        |                  |                             |                      |      |
| - 「/」表示未有相關資料 - 「(1)」：兩星期冠軍 - 「[1]」：三星期冠軍                                                | - 「{1}」：四星期冠軍 - 「*」：打榜中 |                       |                     |                        |                  |                             |                      |      |

| 0           | 0 | 0 | 0 | 0 | 0 |
| 一位總數：0 |   |   |   |   |   |

## 外部連結
- Apple.B（页面存档备份，存于）的Daum Cafe
- Apple.B的Facebook專頁
- Apple.B的Instagram帳戶
- Apple.B的X（前Twitter）
- YouTube上的Apple.B頻道